# إدوارد نيومان (طيار مقاتل)
إدوارد نيومان (بالألمانية: Eduard Neumann)‏ هو طيار مقاتل ألماني، ولد في 5 يونيو 1911 في الإمبراطورية النمساوية المجرية، وتوفي في 9 أغسطس 2004.